# Luann Ryon
Luann Ryon (Long Beach (Californië), 13 januari 1953 – Riverside (Californië), 30 december 2022) was een Amerikaanse boogschutter.
Ryon begon met boogschieten in 1973. Ze was een van de 27 vrouwen die meededen aan de Olympische Spelen in Montreal (1976). Ryon, voor wie dit het eerste internationale toernooi was, versloeg in de finale de Russin Valentina Kovpan en won daarmee de gouden medaille. Ze haalde 2499 punten en brak hiermee het record van haar voorgangster Doreen Wilber. Ryons landgenoot Darrell Pace behaalde de eerste plaats bij de mannen. 
Ryon was ook internationaal kampioen (1976, 1977) en wereldkampioen (1977) boogschieten.
Ryon stierf op 30 december 2022 op 69-jarige leeftijd.
1904: Matilda Howell ·
1908: Queenie Newall ·
1972: Doreen Wilber ·
1976: Luann Ryon ·
1980: Keto Losaberidze ·
1984: Seo Hyang-soon ·
1988: Kim Soo-nyung ·
1992: Cho Youn-jeong ·
1996: Kim Kyung-wook ·
2000: Yun Mi-jin ·
2004: Park Sung-hyun ·
2008: Zhang Juanjuan · 
2012: Ki Bo-bae · 
2016: Chang Hye-jin ·
2020: An San ·
2024: Lim Si-hyeon